# Achilleo (vescovo)
Achilleo (in latino Achilleus; fl. 419) è stato vescovo di Spoleto nella prima metà del quinto secolo.

## Biografia
Achilleo è documentato nel 419, nel turbolento periodo che vide la Chiesa di Roma divisa tra Bonifacio e il suo competitore Eulalio. I due avversari furono allontanati da Roma e l'imperatore Onorio (393-423) scrisse a Achilleo una lettera con l'incarico di recarsi a Roma per celebrarvi le festività pasquali, evitando in tutti i modi ogni allusione al conflitto in corso tra Bonifacio ed Eulalio. Contestualmente, l'imperatore, il 15 marzo 419, notificò la sua decisione al prefetto della città, Simmaco, e al senato e al popolo romano. Lo stesso Achilleo scrisse a Simmaco una lettera, giunta a destinazione il 18 marzo, con la quale avvertiva il prefetto della missione che gli era stata affidata da Onorio.
Il 20 marzo il vescovo spoletino arrivò a Roma, ma il suo arrivo, a causa della presenza di Eulalio, suscitò dei tumilti che gli impedirono di recarsi dal prefetto Simmaco per notificare pubblicamente il suo mandato. Il 26 marzo l'imperatore scrisse un'altra lettera a Simmaco, con la quale designava espressamente Achilleo come il solo a poter disporre della basilica di San Giovanni in Laterano per la celebrazione della Pasqua, che quell'anno cadeva il 30 marzo.
Posteriore a questi eventi è la costruzione, ad opera di Achilleo, della basilica di San Pietro a Spoleto. Lo stesso vescovo fu l'autore di tre iscrizioni in versi, oggi perdute, poste all'interno della basilica; una quarta iscrizione ricorda l'edificazione dell'edificio sacro e fu probabilmente composta da un suo concittadino, verso la metà del V secolo.